# Chinees hoedje
Calyptraea chinensis (Chinees hoedje) is een zeeslakkensoort die behoort tot de familie Calyptraeidae. Calyptraea chinesis komt voor in de Middellandse Zee, de Noordzee, de Zwarte Zee en de Atlantische Oceaan. Het dier leeft vastgehecht aan hard substraat zoals rotsen, andere schelpen, etc.

## Kenmerken
De schelp van Calyptraea chinensis is tot 7 millimeter hoog en 15 millimeter breed. De kleur is melkwit.
Calyptraea: chinensis · 
Crepidula: fornicata · 
Capulus: ungaricus